# Paretroplus
Paretroplus és un gènere de peixos de la família dels cíclids i de l'ordre dels perciformes.

## Distribució geogràfica
És endèmic de Madagascar.

## Taxonomia
- Paretroplus dambabe (Sparks, 2002)[3]
- Paretroplus damii (Bleeker, 1868)
- Paretroplus gymnopreopercularis (Sparks, 2008)[4]
- Paretroplus kieneri (Arnoult, 1960)
- Paretroplus lamenabe (Sparks, 2008)[4]
- Paretroplus maculatus (Kiener & Maugé, 1966)
- Paretroplus maromandia (Sparks & Reinthal, 1999)
- Paretroplus menarambo (Allgayer, 1996)
- Paretroplus nourissati (Allgayer, 1998)
- Paretroplus petiti (Pellegrin, 1929)
- Paretroplus polyactis (Bleeker, 1878)
- Paretroplus tsimoly (Stiassny, Chakrabarty & Loiselle, 2001)[5][6][7][8][9]